# アルフィー・ギルクリスト
アルフィー・ギルクリスト（Alfie Gilchrist, 2003年11月28日 - ）は、イングランドのキングストン・アポン・テムズ出身のプロサッカー選手。EFLチャンピオンシップのシェフィールド・ユナイテッドFC所属。ポジションはディフェンダー。

## 経歴

### ユース
クイーンズ・パーク・レンジャーズFCのユースアカデミーではフォワードやミッドフィールダーとしてプレーしていた。

### チェルシー
2014年に11歳でチェルシーFCのユースアカデミーに加入。センターバックとして起用され、ジョン・テリーと比較された。
2020年11月に最初のプロ契約を結んだ。2021-22シーズンはFAユースカップやU-18プレミアリーグでキャプテンを務めた。
2022-23シーズンはU-23チームでキャプテンを務め、プレミアリーグ2の最優秀選手賞を受賞した。
2023年5月26日のマンチェスター・ユナイテッドFC戦で初めてベンチ入りした。
2023-24シーズン開幕前のプレシーズンツアーに帯同し、レクサムFCとの親善試合に途中出場した。
2023年9月19日にチェルシーと2025年6月までの契約延長に合意した。12月28日のクリスタル・パレスFC戦に途中出場してプロデビューした。1月6日、FAカップのプレストン・ノースエンドFC戦で初先発出場した。

### シェフィールド・ユナイテッド
2024年8月7日にEFLチャンピオンシップのシェフィールド・ユナイテッドFCへ期限付き移籍した。

## 人物
家族全員がチェルシーファンで、祖父と父はシーズンチケットを購入している。